# Mlađan Dinkić
Mlađan Dinkić (en serbe cyrillique : Млађан Динкић ; né le 20 décembre 1964 à Belgrade) est un homme politique serbe. Il est le fondateur du parti Régions unies de Serbie (URS). Du 27 juillet 2012 au 29 août 2013, il est ministre du Travail, de l'Emploi et de la Politique sociale dans le  gouvernement d'Ivica Dačić. 
Le 2 septembre 2013, il récupère son mandat de député à l'Assemblée nationale de la république de Serbie. Il annonce son retrait de la vie politique à la suite des mauvais résultats de son parti aux élections législatives de 2014.

## Débuts
Mlađan Dinkić naît le 20 décembre 1964 à Belgrade. Il termine ses études secondaires au Neuvième lycée en 1983 puis suit les cours de la Faculté d'économie de l'université de Belgrade, dont il sort avec un master en 1993. À partir de 1994, il donne des cours dans le domaine de la planification du développement économique dans cette même université. Il effectue des recherches dans les domaines de l'hyperinflation et des marchés financiers fantômes ; il étudie également les déficits du secteur public et leur implication au niveau macroéconomique. Le 28 novembre 2000, il est nommé gouverneur de la Banque nationale de Yougoslavie, qui devient la Banque nationale de Serbie, fonction qu'il occupe jusqu'au 22 juillet 2003.
En février 1997, il est l'un des membres fondateurs du G17 Plus, un groupe de 17 experts (économistes, historiens, spécialistes de science politique) qui constitue une ONG.

## Années 2000

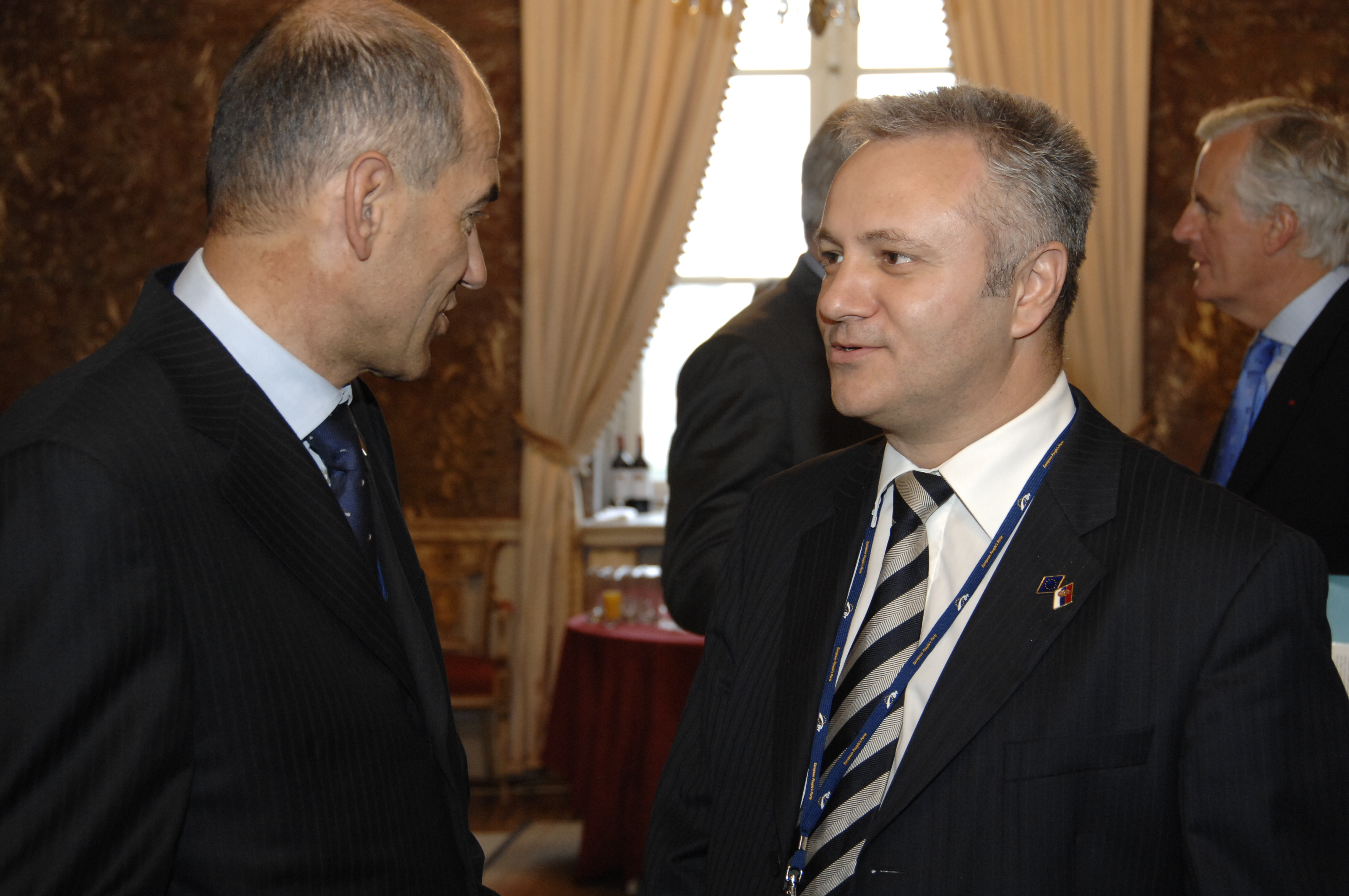
Mlađan Dinkić au congrès du Parti populaire européen, 2008

Le 16 décembre 2002, le G17 Plus (G17+) devient officiellement un parti politique après que Miroljub Labus a quitté le Parti démocratique. Labus devient le premier président du parti. De 2002 à 2006, Dinkić est vice-président du parti et, en 2006, il en devient le président.

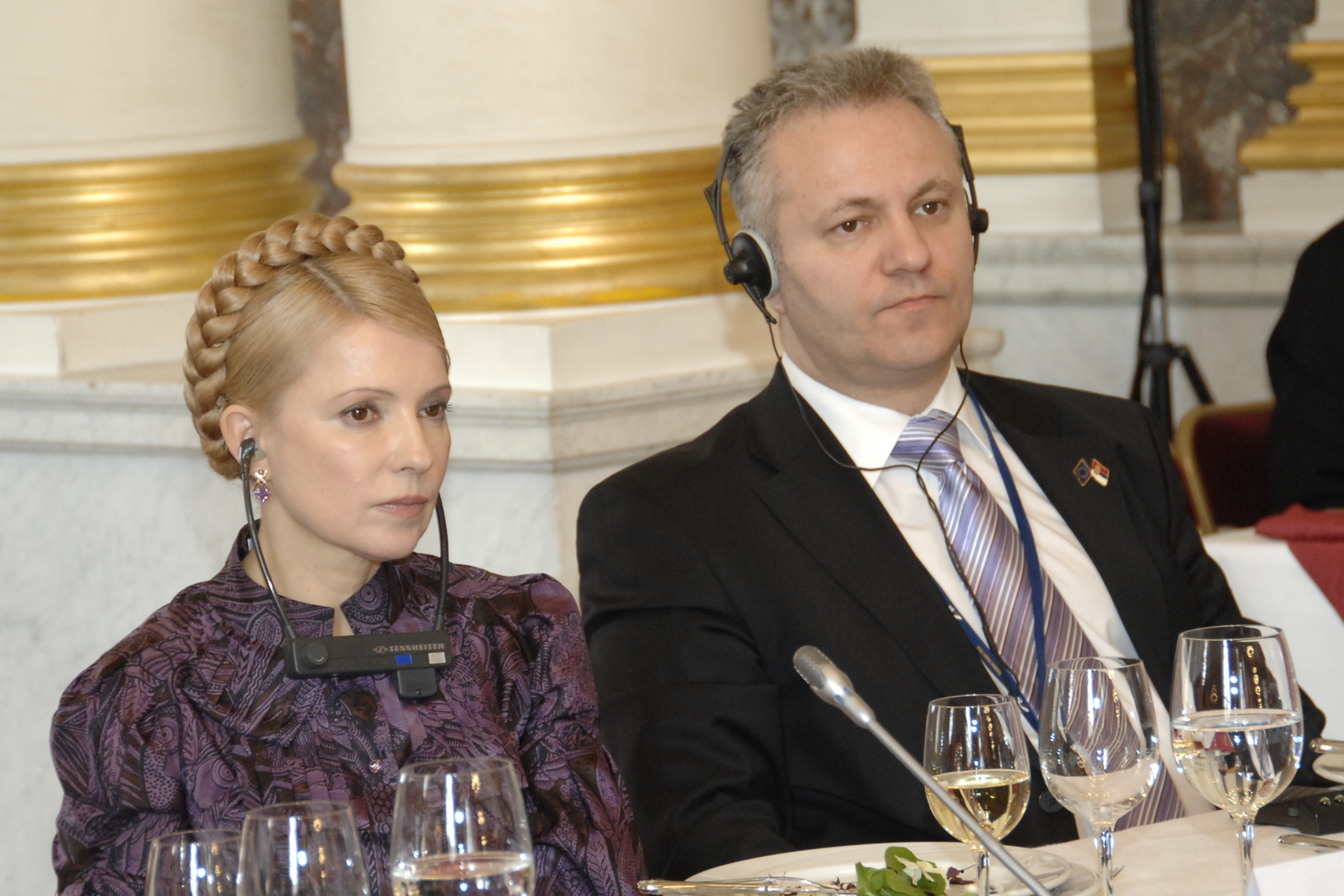
Mlađan Dinkić au congrès du Parti populaire européen, 2009

À partir de la fin de 2002, la Serbie traverse une crise politique, étant dans l'incapacité d'élire un président de la République faute d'une participation suffisante,,. Aux élections législatives du 28 décembre 2003, le G17+ remporte 11,46 % des suffrages et obtient 34 sièges sur 250 à l'Assemblée nationale de la république de Serbie. Le 4 mars 2004, Vojislav Koštunica forme un gouvernement et Mlađan Dinkić est élu ministre des Finances, fonction qu'il occupe jusqu'au 9 novembre 2006. En 2005, pour la première fois de son histoire, le budget de la Serbie est en excédent,.
Aux élections législatives du 27 janvier 2007, Mlađan Dinkić conduit la liste du G17+, qui obtient 275 041 voix, soit 6,82 % des suffrages ; le parti envoie 19 représentants à l’Assemblée. Après trois mois de tractations politiques, un second gouvernement Koštunica voit le jour, dans lequel Dinkić est ministre de l’Économie et du Développement régional. Toujours en 2007, il est désigné comme « Ministre des finances de l'année », une distinction attribuée par le magazine Euromoney. À cette occasion, il déclare au magazine : « On doit tenir bon face à l'opposition. Pour être un bon homme politique, on doit être capable de sacrifier un peu sa popularité. Dans une économie de transition, on ne peut s'attendre à être aimé de tout le monde ».
À l’élection présidentielle de 2008, Mlađan Dinkić soutient le président sortant Boris Tadić dès le premier tour et, aux élections législatives anticipées du 11 mai qui suivent la réélection de Tadić, il s’associe à la coalition « Pour une Serbie européenne » conduite par Dragoljub Mićunović, membre du Parti démocratique (DS) . À la suite de ces élections, Mirko Cvetković devient président du gouvernement et Mlađan Dinkić devient vice-président du gouvernement et, à nouveau, ministre de l’Économie et du Développement régional.

## Années 2010

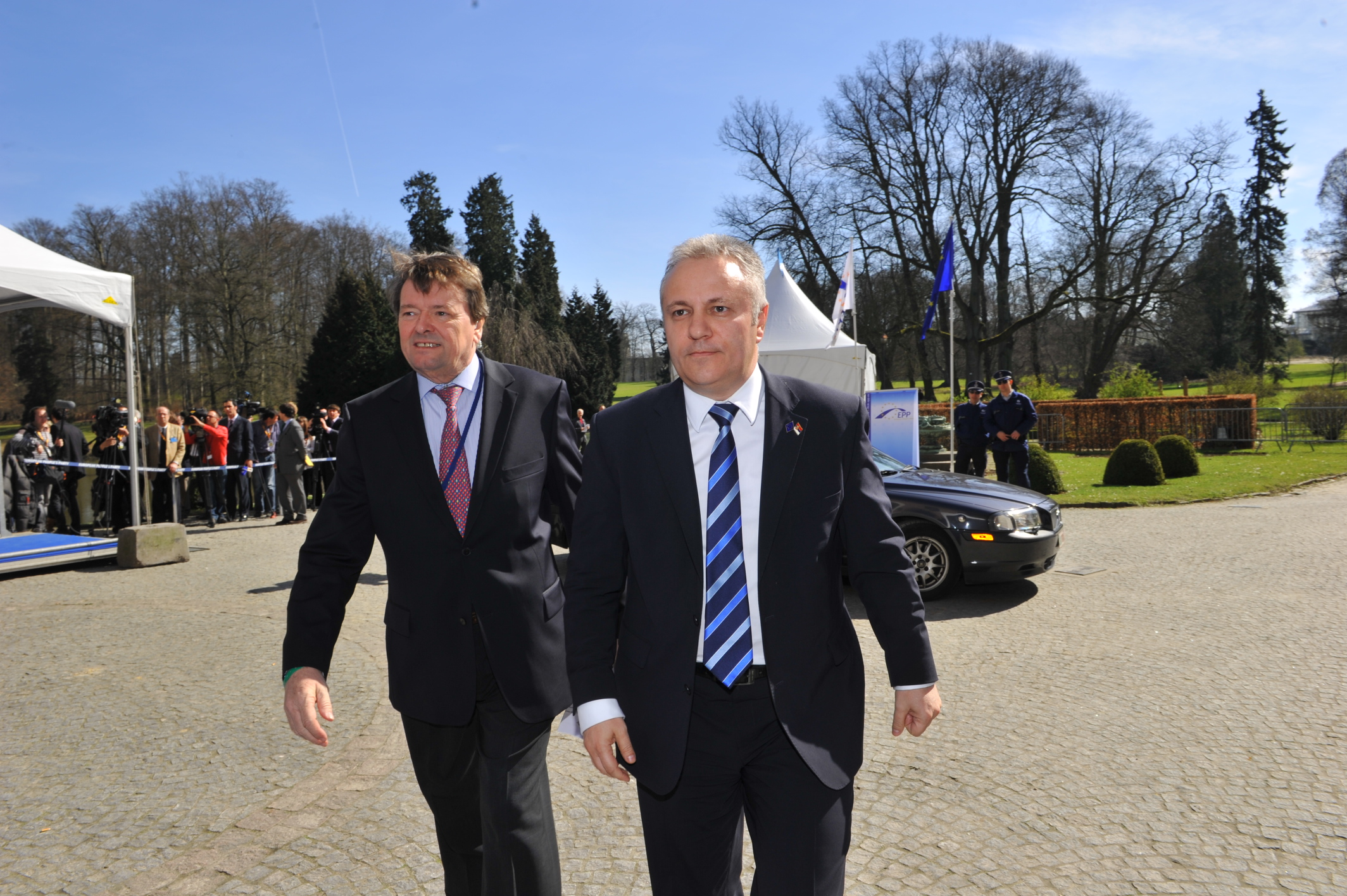
Mlađan Dinkić (à droite) au congrès du Parti populaire européen, 2011

Le 16 mai 2010, Mlađan Dinkić crée la coalition Régions unies de Serbie, qui devient un groupe parlementaire à l'Assemblée nationale, avec des députés qui, pour la plupart, viennent du G17 Plus. Ses rapports avec le premier ministre se dégradent progressivement et, en février 2011, Dinkić, menacé de limogeage, présente sa démission. Cette crise politique conduit Mirko Cvetković à remanier son gouvernement.
Aux élections législatives du 6 mai 2012, Mlađan Dinkić emmène la coalition Régions unies de Serbie (URS) ; la liste obtient 6,99 % des suffrages et 21 députés. Une fois élu, il renonce temporairement à son mandat le 27 juillet en devenant ministre des Finances et de l'Économie dans le gouvernement d'Ivica Dačić soutenu par le nouveau président Tomislav Nikolić, membre du Parti progressiste serbe (SNS) et rival de Boris Tadić.
Le 21 avril 2013, la coalition Régions unies de Serbie est transformée en un parti politique unifié,, et Mlađan Dinkić en devient le président. La création du parti est suivie d'une longue crise au sein de la coalition gouvernementale ; pour éviter des élections législatives anticipées, Ivica Dačić, en accord avec le président Nikolić, exclut l'URS de son gouvernement et, notamment, Mlađan Dinkić. Le remaniement a lieu le 2 septembre 2013 et Dinkić retrouve son mandat de député à l'Assemblée nationale.
Lors des élections législatives de mars 2014, l'URS perd l'intégralité de ses 16 sièges à l'Assemblée. Deux jours plus tard, Dinkić démissionne de son poste de président et est remplacé à titre intérimaire par Veroljub Stevanović et Verica Kalanović.

## Vie privée
Mlađan Dinkić vit à Belgrade ; il est marié et parle anglais. Il joue du piano et de la guitare, et compose.